# Rideau de fer
 (novembre 2024).
Si vous disposez d'ouvrages ou d'articles de référence ou si vous connaissez des sites web de qualité traitant du thème abordé ici, merci de compléter l'article en donnant les références utiles à sa vérifiabilité et en les liant à la section « Notes et références ».
Pour le film, voir Le Rideau de fer.
- Bloc de l'Ouest, pays de l'OTAN (l'Espagne seulement après 1982)
- Bloc de l'Est, pays du pacte de Varsovie
- Rideau de fer

L'Europe au temps du rideau de fer. L'Albanie communiste, ayant rompu ses contacts avec l'Union soviétique à la suite de la rupture sino-soviétique au début des années 1960, est représentée en rouge hachuré de gris. Le point noir représente Berlin-Ouest.
Bloc de l'Ouest, pays de l'OTAN (l'Espagne seulement après 1982)
Bloc de l'Est, pays du pacte de Varsovie
Pays neutres
Yougoslavie (État communiste non-aligné à la suite de la rupture Tito-Staline)

Le rideau de fer (en anglais : Iron Curtain, en allemand : Eiserner Vorhang) est la frontière fortifiée entre les États du bloc de l'Ouest et ceux du bloc de l'Est pendant la guerre froide. 
Il s'agit d'une expression de Winston Churchill lors de son discours à Fulton le 5 mars 1946, mais déjà popularisée auparavant sous la plume de Vassili Rozanov, à propos de la Russie, dans son essai L'Apocalypse de notre temps publié en 1918.
Ce « rideau » comportait des lignes de barbelés, souvent électrifiés, séparées par des no man's land parsemés de chausse-trapes, de champs de mines et surveillés par des miradors armés de mitrailleuses du côté du bloc de l'Est.
La section la plus connue n'était pas en connexion avec le reste mais entourait l'enclave occidentale de Berlin-Ouest en Allemagne de l'Est : c'était le mur de Berlin. Un autre mur plus petit coupait en deux le village de Mödlareuth en Allemagne, situé sur la frontière RFA/RDA. Le but de ces installations, érigées à l'initiative de Joseph Staline et de Nikita Khrouchtchev, était d'empêcher l'émigration vers l'Europe occidentale.

## Histoire

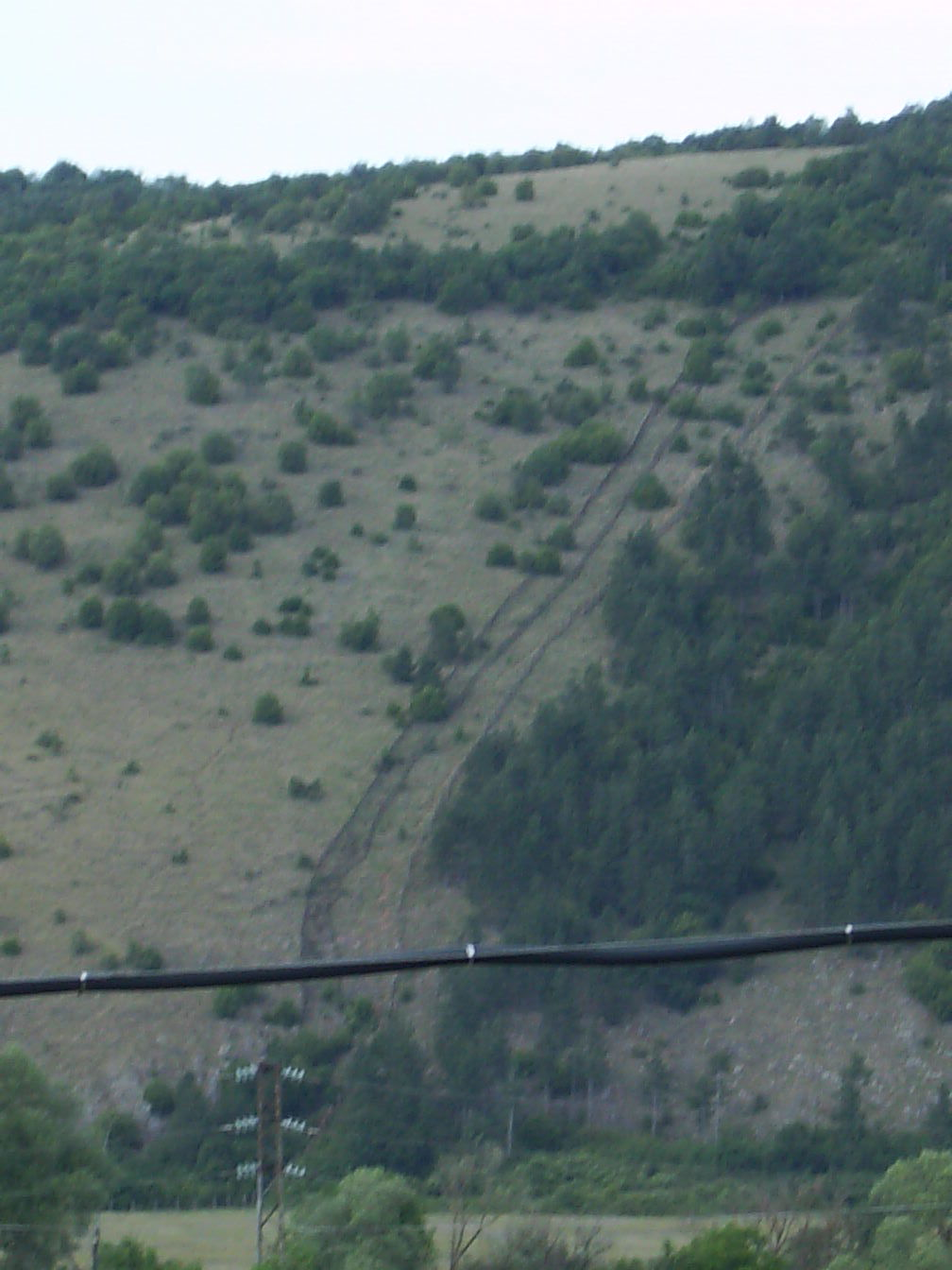
Restes du Rideau de fer à la frontière serbo-bulgare de Gradinje-Kalotina en 2007.

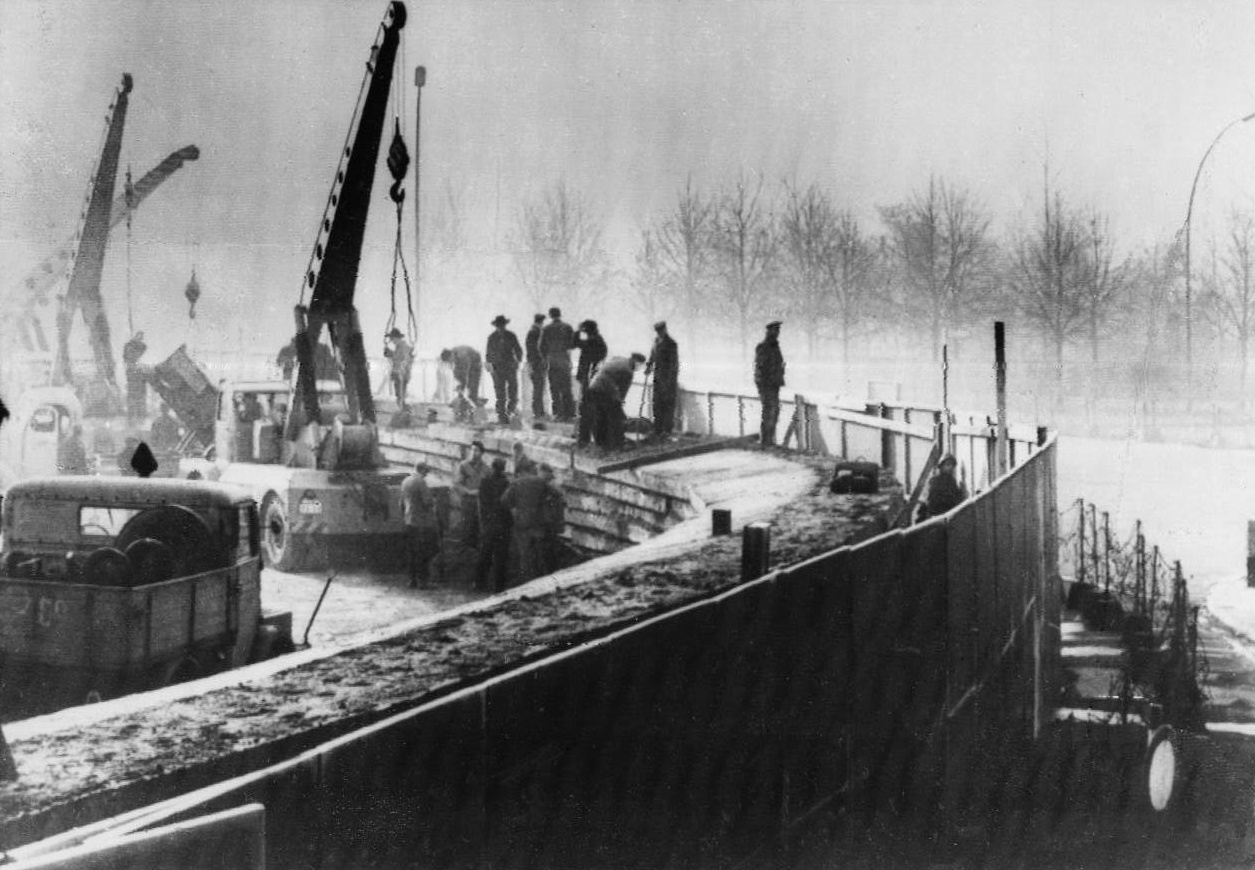
Construction du Mur de Berlin en août 1961.

Le rideau de fer fut médiatiquement occulté par le fameux mur de Berlin, obstacle très difficilement franchissable érigé à l'initiative de Nikita Khrouchtchev pour isoler l'enclave américano-britannique-française de Berlin-Ouest du territoire de la RDA et empêcher ainsi les Allemands de l'Est de « passer à l'Ouest » à travers la capitale Berlin-Est.
Le rideau de fer longeait les frontières de la RDA, de la Tchécoslovaquie, de la Hongrie et la Bulgarie au contact de la RFA, de l'Autriche, de la Grèce et de la Turquie : il subsiste jusqu'à la chute des régimes communistes en Europe. L'ouverture du rideau de fer commença le 2 mai 1989 puis fut légalisée le 10 septembre 1989, quand la Hongrie ouvrit officiellement sa frontière avec l'Autriche, permettant aux citoyens des pays de l'Est d'en sortir sans autorisation.
Ensuite, le reste du « Rideau » disparut progressivement et assez discrètement, à l'exception de la partie largement médiatisée appelée « chute du mur de Berlin » ou « du mur de la honte ». Une partie des matériaux est restée sur place pour des raisons de poids et de coût.
Plus au nord, la frontière russo-finlandaise, et plus à l'est, les frontières de l'Union soviétique avec la Turquie, l'Iran et l'Afghanistan étaient également fortifiées et électrifiées, mais ces frontières ne sont pas habituellement considérées comme faisant partie du « rideau de fer ». En Asie, les frontières qui séparaient les pays communistes des pays capitalistes sont parfois appelées « rideau de bambou. »

## Origine du terme

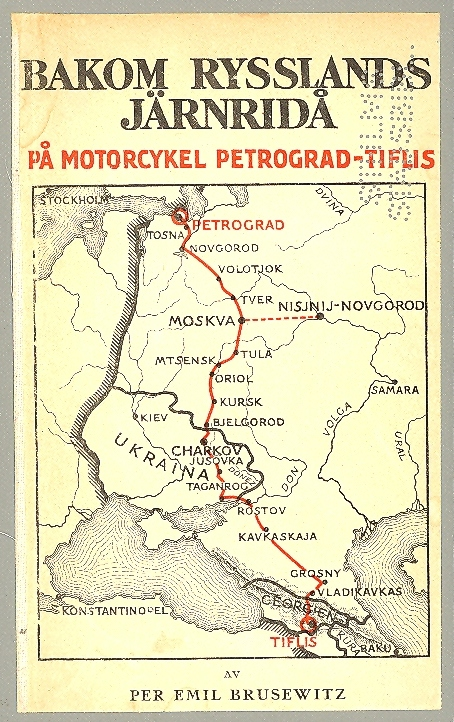
Livre suédois Derrière le rideau de fer de la Russie en 1923.

La première utilisation de l'expression « rideau de fer » vient du rideau de fer utilisé dans des théâtres (et les boutiques). Comme analogie il avait le sens de « barrière impénétrable », et en 1918, l'auteur russe Vassili Rosanov écrit dans son livre L'Apocalypse de notre temps : « En cliquetant, en craquant et en grinçant, un rideau de fer descend sur l'histoire de la Russie. La représentation prend fin ». Le terme est ensuite repris par Ethel Snowden, une féministe socialiste britannique, qui dénonce les violences du bolchévisme dans ce pays dans son livre Through Bolshevik Russia paru en 1920. Dès lors, il commence à désigner la limite occidentale de l'Union soviétique qui, dans le cadre de la « théorie du socialisme dans un seul pays » de Staline, doit protéger la « patrie des travailleurs » des ingérences et des influences du monde capitaliste.
Pendant la Seconde Guerre mondiale, le ministre roumain des Affaires étrangères Grégoire Gafenco, dont le pays vient d'être victime du pacte Hitler-Staline, écrit le 29 juillet 1940 à Winston Churchill : « Nous ne parvenons plus à avoir la moindre nouvelle de nos compatriotes restés de l'autre côté de la ligne de démarcation, comme si un rideau de fer s'était abattu en travers de notre pays ».
Côté allemand, Joseph Goebbels emploie aussi ce terme (« eiserner Vorhang ») dans Das Reich, journal interne du parti nazi du 23 février 1945, suivi par Lutz Schwerin von Krosigk, éphémère ministre des Affaires étrangères de l'amiral Dönitz, qui déclare à la radio allemande le 2 mai 1945 : « À l'Est, le rideau de fer derrière lequel, invisible aux yeux du monde, la destruction est en œuvre, s'avance inexorablement ». Mais c'est Winston Churchill, le 5 mars 1946, qui rendit l'expression populaire lors du fameux discours de Fulton (Missouri, États-Unis) en prononçant une phrase restée célèbre : « De Stettin sur la Baltique à Trieste sur l'Adriatique, un rideau de fer s'est abattu à travers le continent ». Alarmé par les violations répétées de la Charte de l'Atlantique et de la déclaration de Yalta sur l'Europe libérée, Churchill fait part dans un télégramme du 12 mai 1945 à Truman de ses craintes de voir les forces soviétiques s’avancer si elles le veulent jusqu’aux rives de l’Atlantique. L'expression « rideau de fer » fera dès lors florès.

## Le rideau de fer est-allemand
La totalité du rideau de fer déployé par la République démocratique allemande occupait une superficie de 2 600 km2 pour 1 393 km de frontière intérieure allemande, le grillage métallique s’allongeait sur 1 275 km, et à l’arrière, la barrière à alarmes acoustique et visuelle faisait 1 196 km de long.
Avant comme après la Seconde Guerre mondiale, l'armée rouge, les garde-frontières et le NKVD soviétiques ont exercé un strict contrôle le long des lignes de contact entre le monde communiste et le monde capitaliste. Jusqu'en 1952, Soviétiques laissèrent passer à l'ouest plus d'un million d'Allemands car la jeune RDA dont le territoire n'était ni très étendu, ni très industrialisé, n'était pas en mesure d'absorber seule les millions de réfugiés allemands chassés des territoires à l'est de la ligne Oder-Neisse et comptait déjà 16 millions d'habitants. Mais à partir de 1950, le phénomène devint alarmant car parmi les fuyards, on comptait un fort pourcentage de personnels qualifiés, dont le nouveau régime avait désormais besoin. De 1949, jusqu'à la fin de 1961, 2 738 566 Allemands de l’Est se sont enfuis en Allemagne de l’Ouest et ont été recensés.
Devant cette hémorragie des élites et des travailleurs, la RDA promulgua le 26 mai 1952 un décret relatif à des « mesures sur la ligne de démarcation » qui se traduisit par l'établissement à la frontière d'une bande de contrôle de 10 mètres de large, d'un secteur de haute protection de 500 mètres et d'une zone interdite d'accès de 5 kilomètres. Sur la bande de contrôle de 10 mètres, une clôture de fil de fer barbelé fut implantée. Ce barrage de la « première génération » fit tomber le nombre d'émigrants à 100 000 par an.
C’est le 13 août 1961 que commença la construction du Mur de Berlin condamnant la seule ligne de contact par où la fuite était encore possible. Afin d'y faire obstacle, les Soviétiques isolèrent Berlin-Ouest à partir du 13 août 1961. L'ordre secret n°39/61 du 14 septembre 1961 est promulgué sous le titre de « Préservation de la sécurité dans la zone interdite le long de la frontière de l’Ouest de la République démocratique allemande ». Cette décision renforça les mesures d'interdiction en vigueur depuis mai 1952 et porta les autorités à entreprendre de nouveaux travaux destinés à colmater toutes les issues possibles et à perfectionner les dispositifs automatiques de mise à mort. La RDA acheta même de l'acier à la RFA et aux États-Unis pour ces travaux ; les livraisons cessèrent quand ces pays surent à quoi étaient destinés ces matériaux.
En 1970, un nouveau programme de construction fut lancé en vue de tarir le flux des fugitifs. C'est alors qu'apparurent les premiers panneaux de clôture de 3,20 m, dont la largeur de 5 mm des croisillons en biseau, tranchants comme des épées, est calculée pour ne laisser passer que les doigts nus, sans protection, de ceux qui tentent de se hisser par-dessus. Cette innovation constitua la clôture de 2e génération.
Celle de 3e génération réside dans la mise en place de la mine antipersonnel SM 70, engin à tir automatique installé sur les poteaux, dissuasif par excellence.
À la suite des protestations internationales, cet engin fut totalement retiré en 1987, et remplacé par des systèmes d’alarme électronique et de communications plus évolués, ce fut la 4e et dernière génération du rideau de fer.
Sur le rideau de fer proprement dit, à l'exclusion de Berlin, à mesure que le barrage devenait plus étanche, le flux des réfugiés s'est amenuisé comme le montrent les statistiques :
| 1962 |  | 2656 |  |

| 1964 |  | 1811 |  |

| 1968 |  | 827 |  |

| 1970 |  | 512 |  |

| 1974 |  | 116 |  |

| 1982 |  | 72 |  |

Le nombre de personnes tuées en tentant de franchir cette frontière est l'objet de polémiques, comme pratiquement tout ce qui touche l'histoire des états communistes. En 2007, le « Centre de recherches d'histoire contemporaine de Potsdam », financé par l'État fédéral allemand, avait indiqué que, d'après ses recherches, 133 personnes avaient péri en victimes du régime est-allemand entre 1961 et 1989, dont sept enfants de moins de 16 ans tandis qu'un organisme privé, l'« Association du 13 août » chiffre à au moins 1 245 personnes les victimes entre 1945 et 1989.

### Descriptif du rideau de4egénération(de la frontière à l’intérieur des terres)

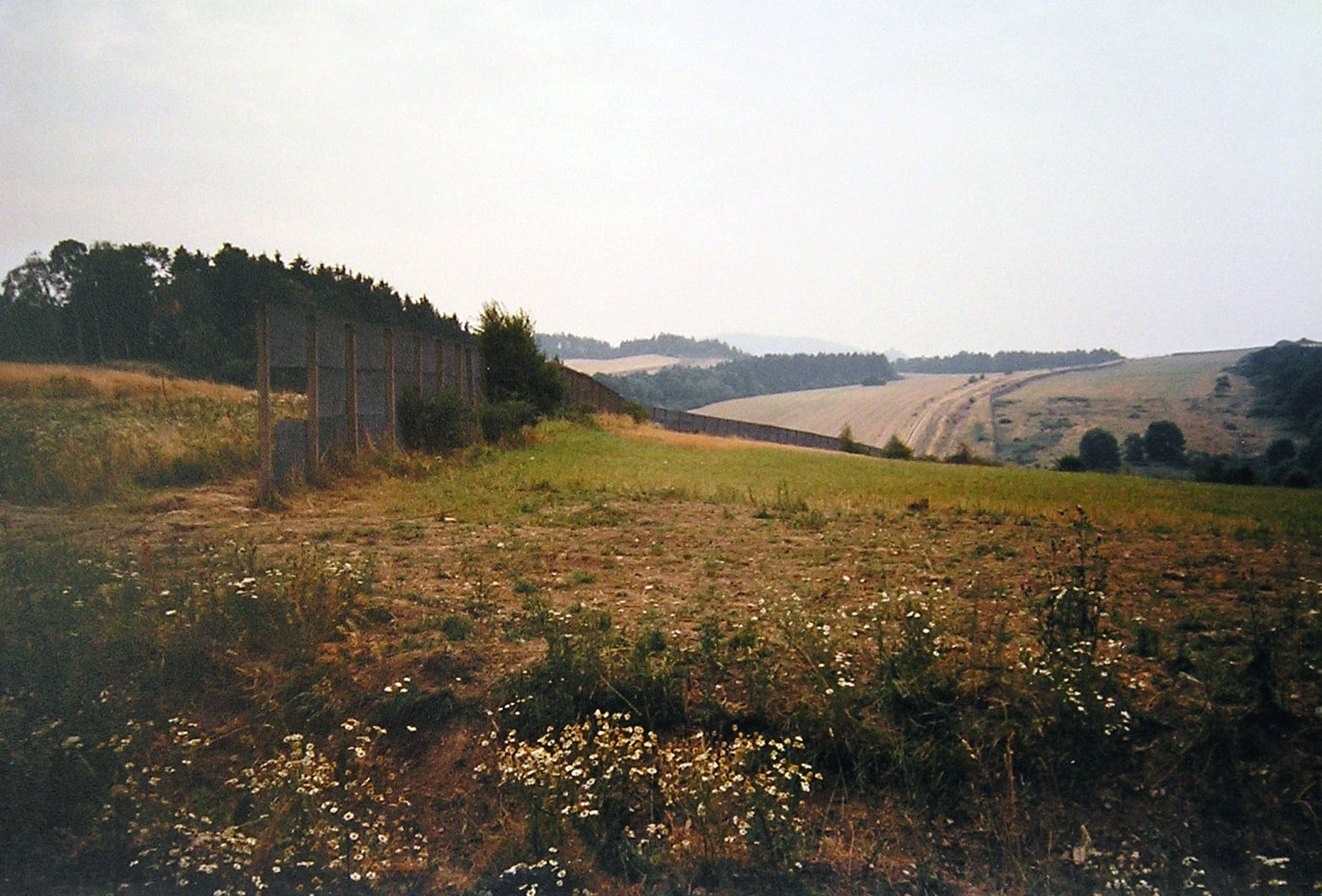
Restes du rideau de fer sur la frontière intérieure allemande en 2005.

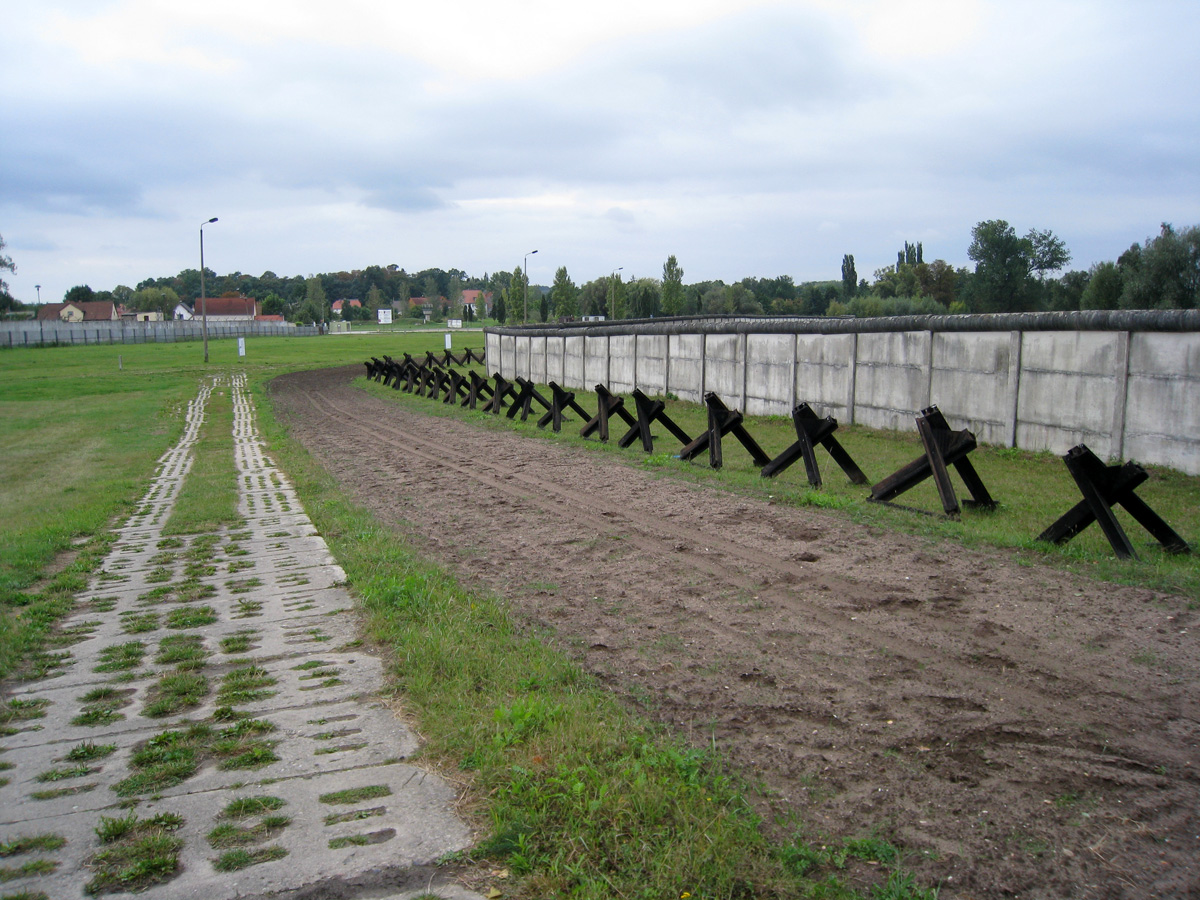
Une partie du mur conservée à Hötensleben.

Au total, 4 générations de rideaux de fer furent conçues jusqu’aux années 1980 surveillés par environ quatorze mille garde-frontières armés.
- Tracé de la zone frontière avec bornes frontières.
- Poteau frontière portant un emblème de la RDA d’une hauteur de 1,80 m.
- Bande de contrôle déboisée et aplanie pouvant aller jusqu’à 100 m.
- Double clôture en grillage métallique d’environ 2,40 m de haut de part et d’autre d’un champ de mines en rase campagne.
- Sur une route, passage de porte dans la clôture de grillage métallique de 3,20 m de haut.
- Bande contrôle de 6 m de large destinée à détecter toute trace de pas.
- Fossé de 2 m de profondeur maximum, muni de plaques de béton, barrant le passage des véhicules.
- Chemin carrossable.
- Chiens
- Abri d’observation en béton.
- Projecteurs ou lampes à arc.
- Mirador en béton.
- Poteau de raccordement au réseau téléphonique souterrain.
- À 500 m de la frontière, barrière avec dispositifs électriques et acoustiques ; partiellement, double clôture de grillage métallique avec des chiens de garde.
- Mur en béton/écran pare-vue de 3,30 m de haut.

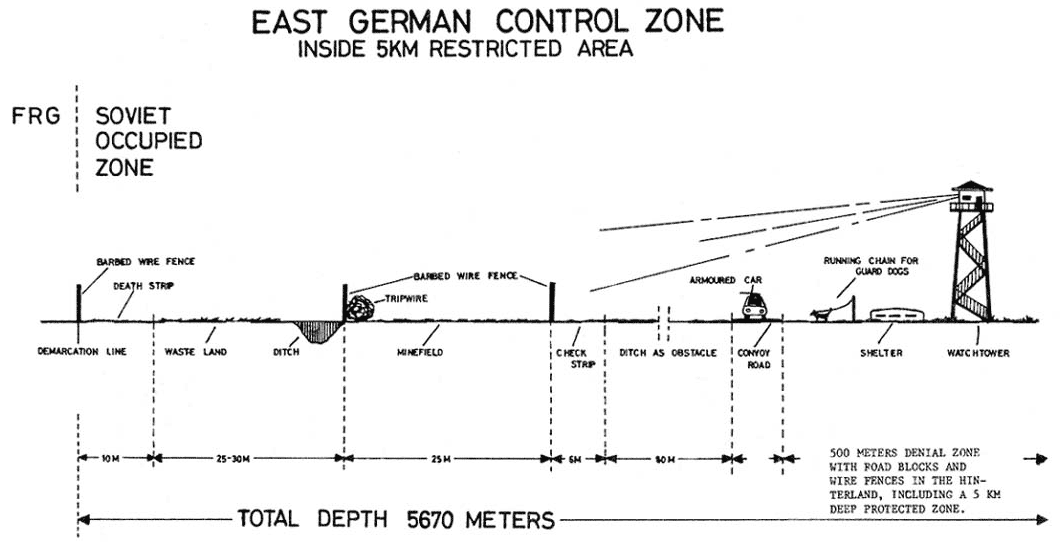
Représentation du dispositif est-allemand du rideau du fer en 1971.

- Point de contrôle.
- Zone interdite de 5 km.

## Rideau de fer tchécoslovaque
La frontière tchécoslovaque était isolée par une zone interdite de 6 à 12 kilomètres de profondeur à l’intérieur de laquelle les habitants devaient être munis d’un passeport spécial. Les agglomérations étaient clôturées par une enceinte supplémentaire de grillage et de barbelés et par tout un système d’alerte.
En 1948, après le coup de Prague, le contrôle de la frontière (dont 356 km avec l'Allemagne de l'ouest) incomba aux « milices populaires » du Parti communiste tchécoslovaque avant que ne soit créé le corps des garde-frontières militaires d'environ 10 000 hommes.
Un dispositif de verrouillage fut mis en place. Les militaires dévidaient du barbelé dont les premiers fils tendus à la hâte constituaient la trame d'un tissu de fer sur lequel d'autres fils, entrecroisés en tous sens, formaient un hérissement infranchissable ; avant d'y parvenir, il fallait déjà avoir franchi une autre clôture qui enserrait la zone interdite d'accès.
En 1964, le gouvernement tchécoslovaque, constatant que ces bandes de territoires étaient redevenues sauvages, constituant de véritables réserves de nature et de biodiversité propices à la dissimulation des fuyards, décida de tout raser : le milieu naturel, mais aussi les villages abandonnés des Sudètes situés le long de la frontière et même les routes qui y menaient. Les terres furent rendues à la culture et les paysans installés à la place des Sudètes (souvent d'origine slovaque ou ukrainienne) reçurent la charge de nourrir les militaires stationnant sur la frontière. En même temps, les installations se diversifièrent et furent rendues plus efficaces.
L'année 1968, après le printemps de Prague et l'écrasement du socialisme à visage humain, marqua le tournant de la modernisation : la première clôture à trois fils conducteurs de 5 000 volts fut remplacée par une clôture de deux mètres de haut tendue par des poteaux en ciment. Des dispositifs de signalisation furent mis en place. Tous les supports en bois furent remplacés par du fer et du béton et le réseau téléphonique des garde-frontières se développa. Des voies carrossables furent ouvertes. Des patrouilles motorisées remplacèrent les patrouilles à pied. La surveillance humaine se renforça ; chaque compagnie d'une centaine d'hommes contrôla 5 à 6 km de frontière. La nature fut mise à contribution pour y loger des pièges indiscernables et des mines et, peu à peu, suivant la terminologie propre aux soviétiques, la situation fut « normalisée ».
Sauf pendant le printemps de Prague, très peu de personnes purent passer à l'ouest par la Tchécoslovaquie.
Du côté occidental, aucun chemin de desserte n'avait été tracé ni aménagé. Les patrouilles suivaient les voies qui existaient, assez rares, ou circulaient par champs et bois.

## Rideau de fer hongrois
Le rideau de fer hongrois a été établi en 1966 sur les 260 km de frontière avec l'Autriche. Il s'agissait d'un double réseau en grillage barbelé et électrifié. Il a commencé à être démantelé à partir du 2 mai 1989 par les garde-frontières hongrois, à l'aide de pinces coupantes et de bulldozers. En vingt-deux années d'existence, quelque treize mille cinq cents personnes ont tenté de le franchir au péril de leur vie, soit en moyenne deux tentatives chaque jour. Au total, seulement trois cents personnes ont réussi à passer à l'Ouest par la Hongrie.

## Surveillance à l’Ouest

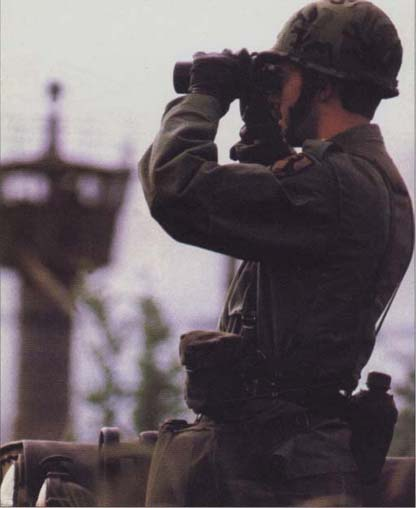
Soldat du 11e régiment de cavalerie blindé américain en service dans la trouée de Fulda pendant la guerre froide.

La frontière entre la RFA d'un côté et, de l'autre côté, la RDA et la Tchécoslovaquie était, côté occidental, surveillée par une unité symbolique britannique et deux régiments de cavalerie blindée de l'US Army et par les garde-frontières ouest-allemands. La Bundeswehr n'étant pas autorisée à stationner à moins de 5 km de la frontière.
Du nord au sud :
- Le « Service de la frontière britannique » sur un secteur de 610 km entre Lübeck et Göttingen, son QG était à Helmstedt ; 16 militaires dans les années 1980 dont seulement 4 en patrouille le long de la frontière interallemande, armés mais ne portant pas de munitions pour éviter toute « provocation ».
- Le 14e régiment blindé de cavalerie de 1948 à 1972 remplacé à partir de cette date par le 11e régiment de cavalerie américain sur un secteur de 385 km entre Kassel et le nord de Bayreuth, son QG était à Fulda. Il disposait de plusieurs postes d'observations dont le Point Alpha conservé comme mémorial au début du XXIe siècle qui surveillait la trouée de Fulda.
- 2e régiment de cavalerie américain sur un secteur de 660 km le long de la frontière tchèque, son QG était à Nuremberg.

## Dans la culture
- Le Rideau de fer (The Iron curtain), film américain réalisé par William A. Wellman et sorti en 1948.
- Le Rideau déchiré (Torn curtain), film américain réalisé par Alfred Hitchcock et sorti en 1966.
- La Nuit de l'évasion (Night crossing), film britannique réalisé par Delbert Mann, en 1982.
- Un dicton sarcastique typique de l'humour anticommuniste[6] se réfère au rideau de fer : - Pourquoi nos dirigeants bien-aimés demandent-ils tous les matins que l'on rehausse le Rideau de fer et le Mur de Berlin ? - Pour empêcher ce traître de Soleil de passer à l'Ouest tous les soirs !.[réf. nécessaire]
- Fritzi (film d'animation, 2019) : une jeune adolescente risque sa vie afin de rechercher sa meilleure amie et lui redonner son chien, car celle-ci est passée de l'autre côté du mur juste avant sa chute le 9 novembre 1989.